# Luchthaven Kufra
Luchthaven Kufra (IATA: AKF, ICAO: HLKF) is een kleine, regionale luchthaven in Kufra, Libië.

## Geschiedenis
Luchthaven Kufra begon als Luchtbasis Buma, gebouwd aan het begin van de jaren 30 van de 20ste eeuw. Vroeg in de Tweede Wereldoorlog was het een link tussen Italiaans-Oost-Afrika (Ethiopië, Eritrea en Italiaans-Somaliland). Op 1 maart 1941 werd het veroverd door de Vrije Fransen o.l.v. generaal Leclerc samen met de nabijgelegen oase.
Op 26 augustus 2008 landde een gekaapte Soedanese Boeing 737 op Luchthaven Kufra, nadat het was opgestegen vanuit Luchthaven Nyala, Darfur met bestemming Khartoum. Eerder hadden Egyptische autoriteiten geweigerd het vliegveld te landen in hun hoofdstad (Caïro) op Luchthaven Cairo Internationaal.

## Bestemmingen
Er worden vanaf Kufra de volgende bestemmingen aangeboden:
- Air Libya Tibesti: Tripoli
- Libyan Airlines: Benghazi
- Nayzak Air Transport: Benghazi